# Мишельбак
Мишельба́к (фр. Michelbach) — упразднённая коммуна на северо-востоке Франции в регионе Эльзас — Шампань — Арденны — Лотарингия, департамент Верхний Рейн, округ Тан — Гебвиллер, кантон Серне. До марта 2015 года коммуна административно входила в состав упразднённого кантона Тан (округ Тан). Упразднена и с 1 января 2016 года объединена с коммуной Аспак-ле-О в новую коммуну Аспак-Мишельбак на основании Административного акта № 57 от 24 декабря 2015 года.
Площадь коммуны — 3,35 км², население — 304 человека (2006) с тенденцией к росту: 354 человека (2012), плотность населения — 105,7 чел/км².

## Население
Численность населения коммуны в 2011 году составляла 369 человек, а в 2012 году — 354 человека.
| 1962 | 1968 | 1975 | 1982 | 1990 | 1999 | 2004 | 2006 | 2008 | 2009 | 2011 | 2012 |
| ---- | ---- | ---- | ---- | ---- | ---- | ---- | ---- | ---- | ---- | ---- | ---- |
| 146  | 146  | 181  | 247  | 232  | 233  | 274  | 304  | 337  | 354  | 369  | 354  |

Динамика населения:

## Экономика
В 2010 году из 232 человек трудоспособного возраста (от 15 до 64 лет) 194 были экономически активными, 38 — неактивными (показатель активности 83,6 %, в 1999 году — 64,4 %). Из 194 активных трудоспособных жителей работали 182 человека (97 мужчин и 85 женщин), 12 числились безработными (4 мужчины и 8 женщин). Среди 38 трудоспособных неактивных граждан 13 были учениками либо студентами, 14 — пенсионерами, а ещё 11 — были неактивны в силу других причин.
На протяжении 2011 года в коммуне числилось 132 облагаемых налогом домохозяйства, в которых проживало 362,5 человека. При этом медиана доходов составила 27205 евро на одного налогоплательщика.

## Достопримечательности (фотогалерея)

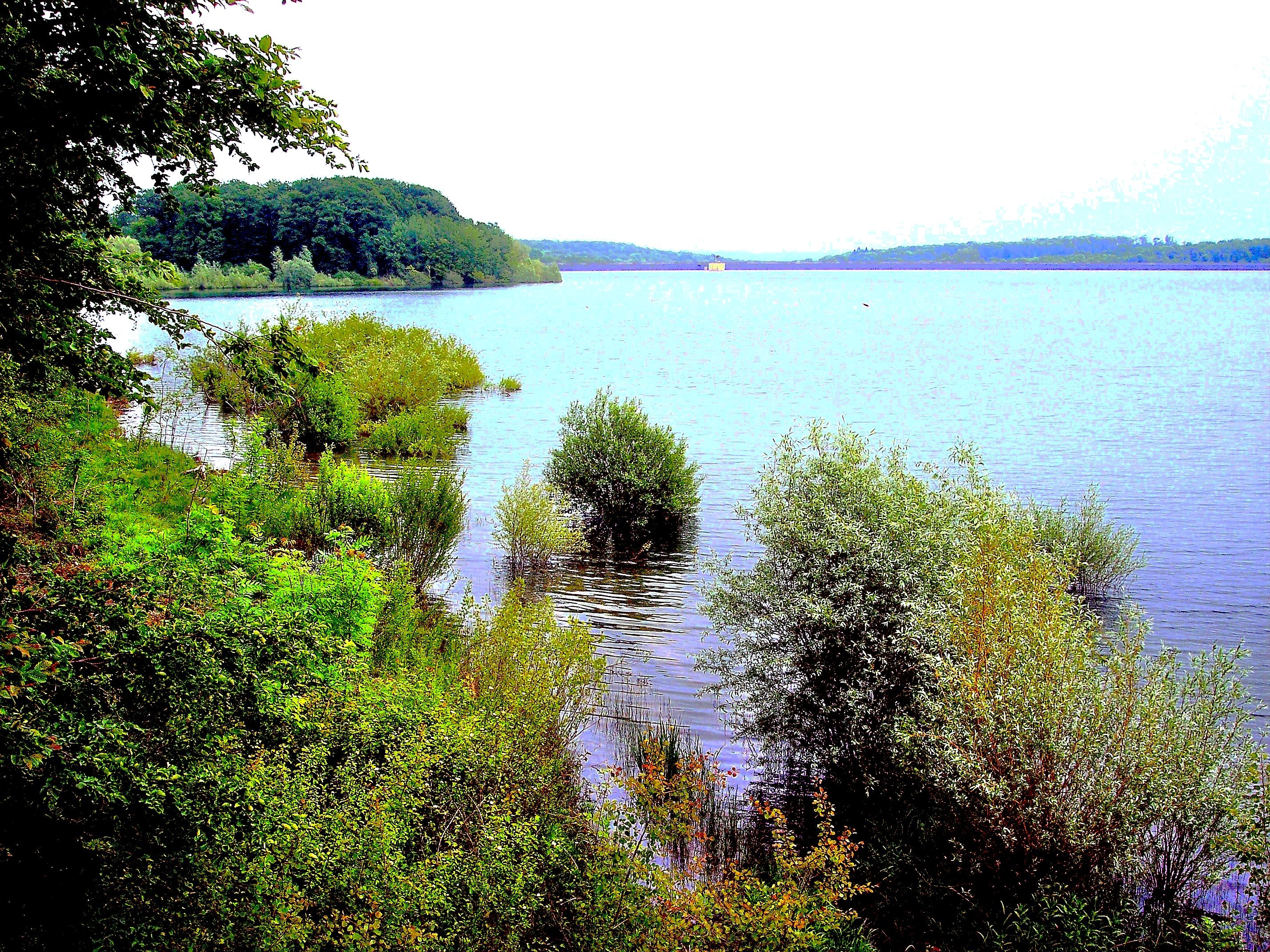
Озеро Мишельбак
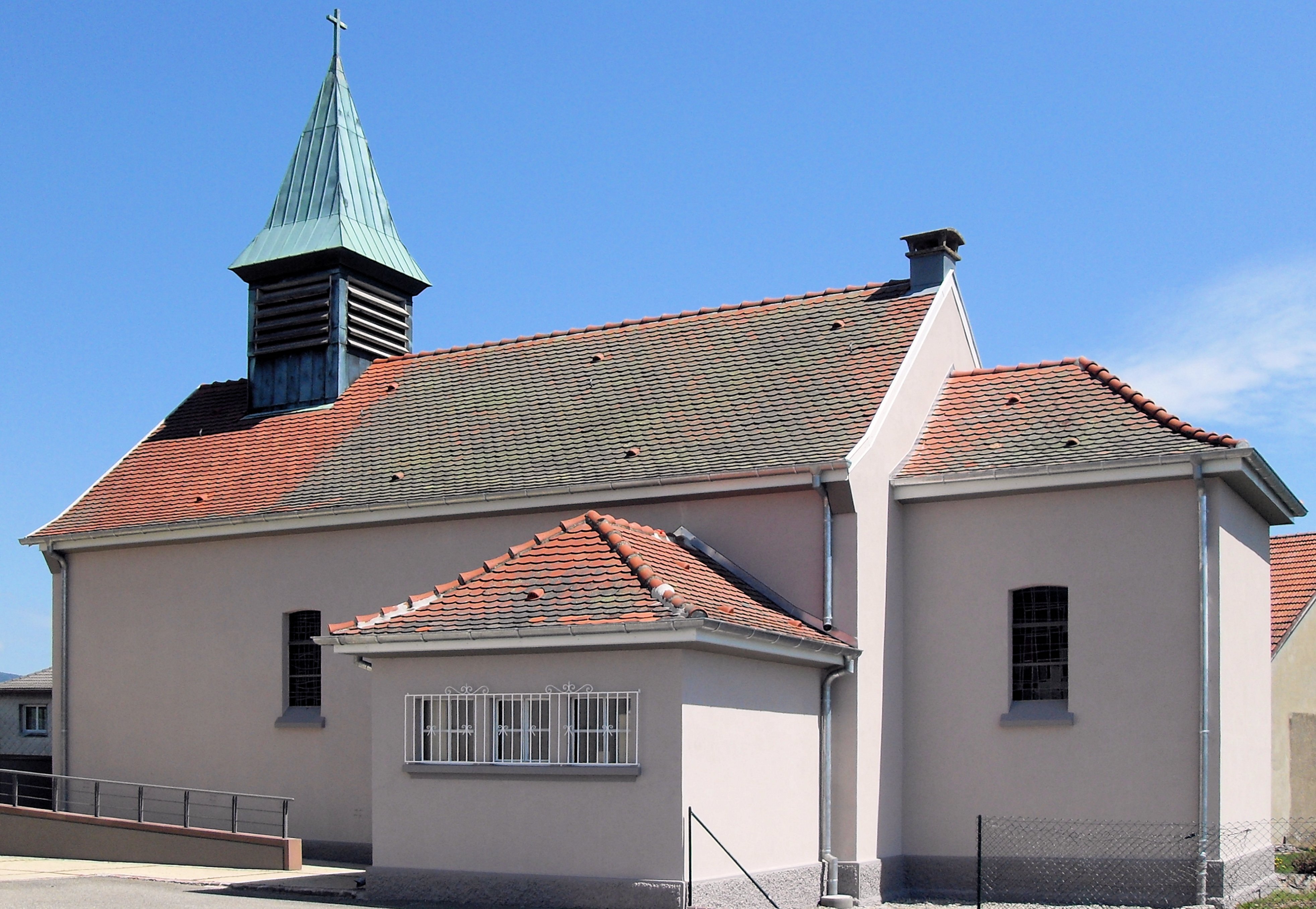
Церковь
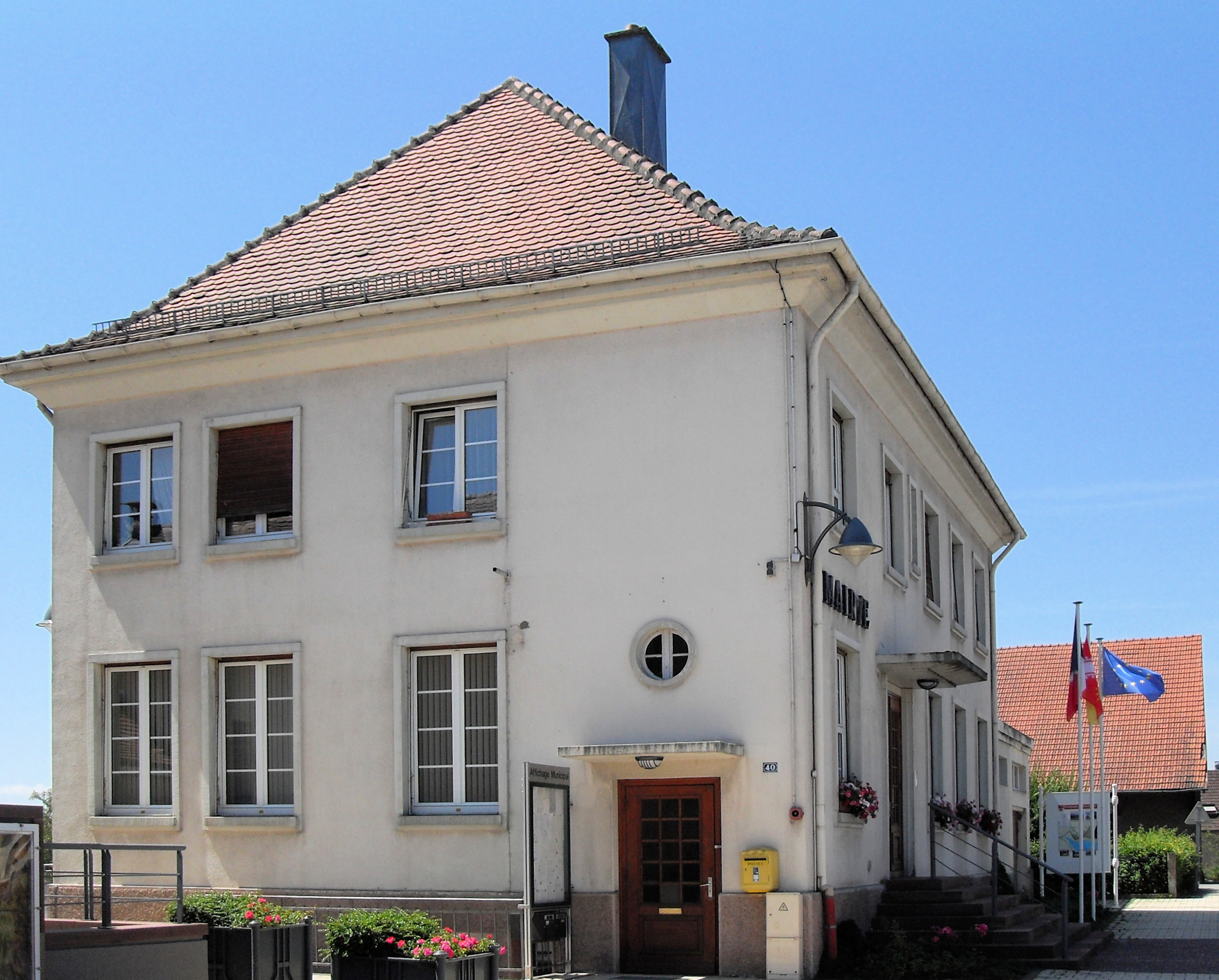
Здание мэрии